# Я, мужчина
«Я, мужчина» (англ. I, a Man) — авангардистский экспериментальный эротический фильм Энди Уорхола, поставленный в 1967 году совместно с Полом Моррисси.
Премьерный показ состоялся в Нью-Йорке в кинотеатре Hudson Theater 24 августа 1967 года.

## Сюжет
Главный герой, Том Бейкер, общается с различными женщинами, вступая с ними в интимную связь, а затем беседуя.

## Производство
Энди Уорхола задумал фильм «Я, мужчина» (англ. I, a Man) как ответ на шведский сексплуатационный фильм «Я, женщина» (англ. I, a Woman), имевший кассовый успех в прокате США в октябре 1966 года.
Согласно биографии Джима Моррисона, опубликованной Стивеном Дейвисом в 2004 году, музыкант согласился сняться в фильме в главной роли, но впоследствии отказался, предложив на эту роль вместо себя своего друга — Тома Бейкера.
Уорхол дал роль Валери Соланас исключительно в качестве компенсации за то, что потерял её рукопись сценария «Up Your Ass». Позднее — в 1968 году — Соланас покушалась на жизнь режиссёра, попытавшись его застрелить.